# سينثيا زامورا
سينثيا زامورا هي ممثلة فلبينية، ولدت في 8 أبريل 1938 في الفلبين.

## وصلات خارجية
- سينثيا زامورا على موقع IMDb (الإنجليزية)
- سينثيا زامورا على موقع قاعدة بيانات الفيلم (الإنجليزية)